# Kostel svatého Jiří (Strachotice)
Kostel svatého Jiří je římskokatolický chrám ve Strachoticích v okrese Znojmo. Jde o farní kostel římskokatolické farnosti Strachotice. Je chráněn jako kulturní památka České republiky.

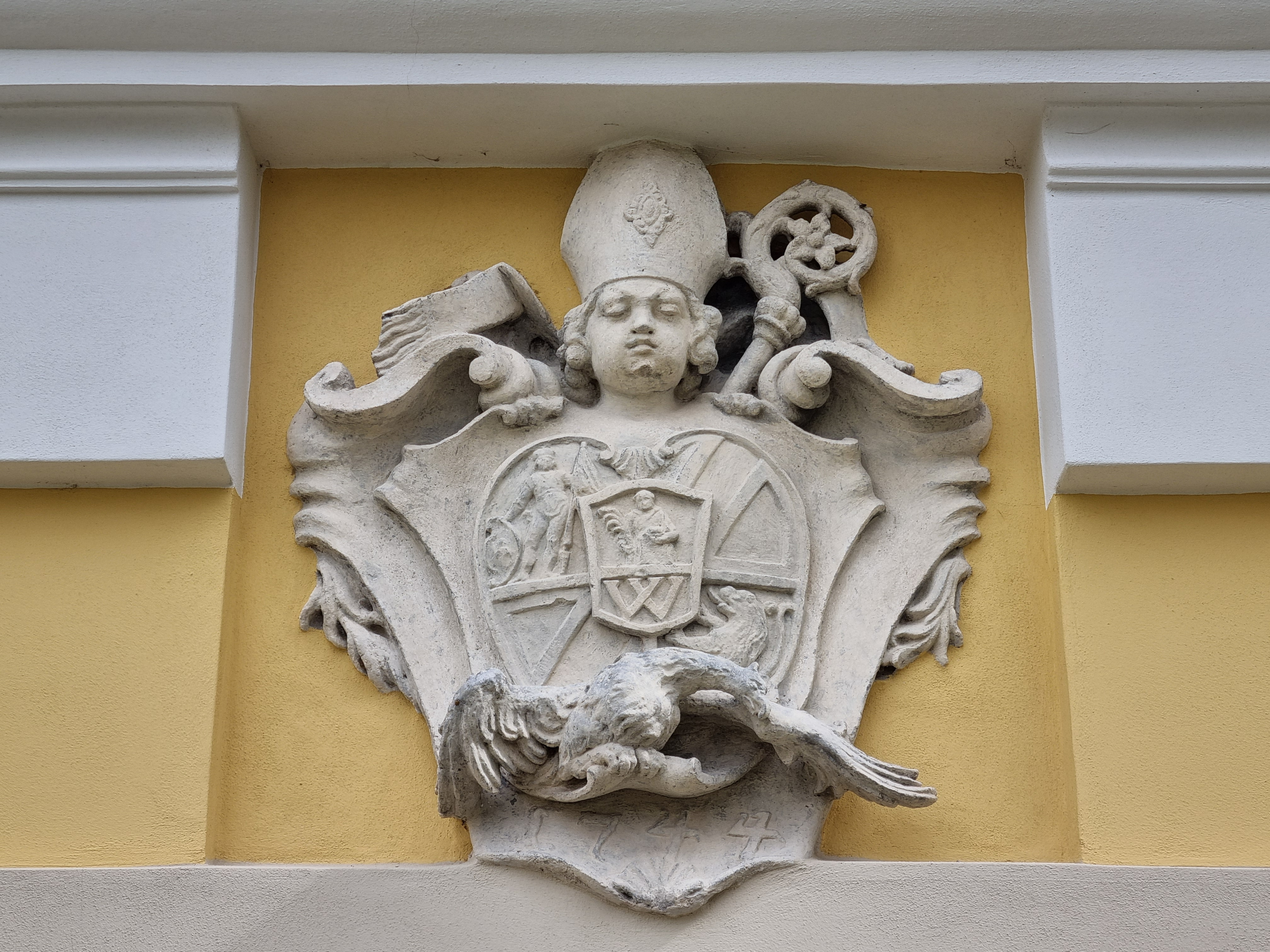
Znak louckého kláštera

První písemná zmínka o obci je z roku 1190, kdy je připomínána kaple svatého Jiří. Ta zanikla postupem doby. Teprve v roce 1744 loucký opat Mayer nechal postavit kostel, zasvěcený svatému Jiří, který ovšem o několik let později (1766) vyhořel. Brzy však byl obnoven a vysvěcen olomouckým biskupem Maxmiliánem z Hamiltonu. Má tři oltáře a varhany z roku 1802. Památkou na období vlastnictví kláštera je kartuše se znakem louckého opatství připisovaná dílně sochaře Jiřího A. Heinze, umístěná nad vchodem. V roce 1910 byla zvýšena věž kostela, v roce 1961 byla dána nová báň na věži. V letech 1970–1972 byla provedena celková oprava kostela.